# Saropogon maculipennis
Saropogon maculipennis är en tvåvingeart som först beskrevs av Enrico Adelelmo Brunetti 1928.  Saropogon maculipennis ingår i släktet Saropogon och familjen rovflugor.
Artens utbredningsområde är Sri Lanka. Inga underarter finns listade i Catalogue of Life.